# Geir Lundestad

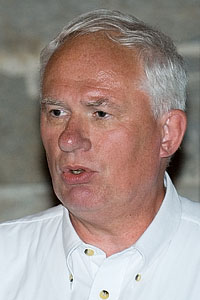
Geir Lundestad in 2005

Geir Lundestad (Sulitjelma, 17 januari 1945 – 22 september 2023) was een Noors historicus, directeur van het Noors Nobelinstituut en adjunct-hoogleraar in internationale geschiedenis aan de Universiteit van Oslo.

## Biografie
Lundestad werd geboren in de mijnbouwgemeenschap Sulitjelma, in het verre noorden van Noorwegen. Tijdens zijn middelbareschoolperiode ging hij in 1962/1963 op uitwisseling in de omgeving van Minneapolis, ten tijde van de Cubacrisis (oktober 1962). In deze periode raakte hij ook geïnteresseerd in de Amerikaanse politiek en geschiedenis.
Na in 1970 zijn master te hebben gehaald in Oslo promoveerde hij in 1976 in Tromsø. Daar vervulde hij van 1974 tot 1990 diverse functies bekleedde, vanaf 1979 als hoogleraar. Ook is hij fellow onderzoeker geweest aan Harvard University en aan het Woodrow Wilson Center. Lundestad hield zich bezig met de moderne geschiedenis, en in het bijzonder met de trans-Atlantische relaties. 
In 1990 werd hij directeur van det Norske Nobelinstitutt en derhalve ook secretaris (maar geen lid) van het Noors Nobelcomité, dat gaat over de toekenning van Nobelprijzen. In 2015 publiceerde hij een boek waarin hij dusdanig uit de school klapte over de beraadslagingen voor de toekenning van de Nobelprijs voor de Vrede  dat hij zijn baan bij het Nobelinstituut verloor wegens het verbreken van zijn zwijgplicht.
In september 2023 overleed Lundestad op 78-jarige leeftijd.

## Engelstalige publicaties
- The American Non-Policy Towards Eastern Europe  1943–1947, 1975.
- America, Scandinavia, and the Cold War 1945–1949, 1980.
- East, West, North, South: Major Developments in International Politics Since 1945, 1987/2014.
- The American "Empire" and Other Studies of US Foreign Policy in Comparative Perspective, 1990.
- Beyond the Cold War: New Dimensions in International Relations, (red. met Odd Arne Westad) 1993.
- The Fall of Great Powers, Peace, Stability, and Legitimacy. (red.) 1994.
- "Empire " by Integration: The United States and European Integration 1945–1997, 1998.
- No End to Alliance. The United States and Western Europe: Past, Present, and Future, (red.) 1998.
- 'Imperial Overstretch', Mikhail Gorbachev, and the End of the Cold War, (red.) 2000.
- War and Peace in the 20th Century and Beyond , (red. met Olav Njølstad) 2002.
- The United States and Western Europe Since 1945: From “Empire” by Invitation to Transatlantic Drift, 2003.
- Just Another Major Crisis? The United States and Europe Since 2000, (red.) 2008.
- The Rise and Decline of the American "Empire". Power and its Limits in Comparative Perspective, 2012.
- International Relations Since the end of the Cold War. New & Old Dimensions in International Relations, (red.) 2013.